# Reichsamt für Landesaufnahme
Das Reichsamt für Landesaufnahme (RfL) in Berlin war von 1921 bis 1934 die zentrale Vermessungsbehörde der norddeutschen Länder und von 1934 bis 1945 des Deutschen Reiches. Als Vorgängerinstitution gilt die Preußische Landesaufnahme als Teil des Großen Generalstabes. Die Arbeitsergebnisse, also Koordinaten der Trigonometrischen Punkte, Höhen der Nivellementspunkte und die verschiedenen Kartenwerke, wurden in der Zeit vor 1933 weniger für den militärischen Bedarf, vielmehr im gleichen Umfang, wenn nicht sogar überwiegend für öffentliche oder private Zwecke genutzt.
Das umfangreiche Personal der Landesaufnahme konnte nach dem Ersten Weltkrieg nicht in die Reichswehr übernommen werden. Die Preußische Landesaufnahme wurde mit ihren wesentlichen Teilen daher zusammen mit dem früheren Sächsischen Topographischen Büro zuerst am 1. Oktober 1919 als zivile Reichsbehörde unter der Bezeichnung „Landesaufnahme, Zweigstelle Berlin“ in das Ressort des Reichsministers des Innern übernommen und am 11. Juli 1921 in das Reichsamt für Landesaufnahme umbenannt. Die Umwandlung in das Reichsamt für Landesaufnahme ging insofern reibungslos vor sich, als die Preußische Landesaufnahme schon lange vorher über ihre ursprünglich rein militärischen Aufgaben hinausgewachsen war.
Das Reichsamt für Landesaufnahme beschäftigte am 1. Oktober 1921 602 Personen.

## Dienstgebäude

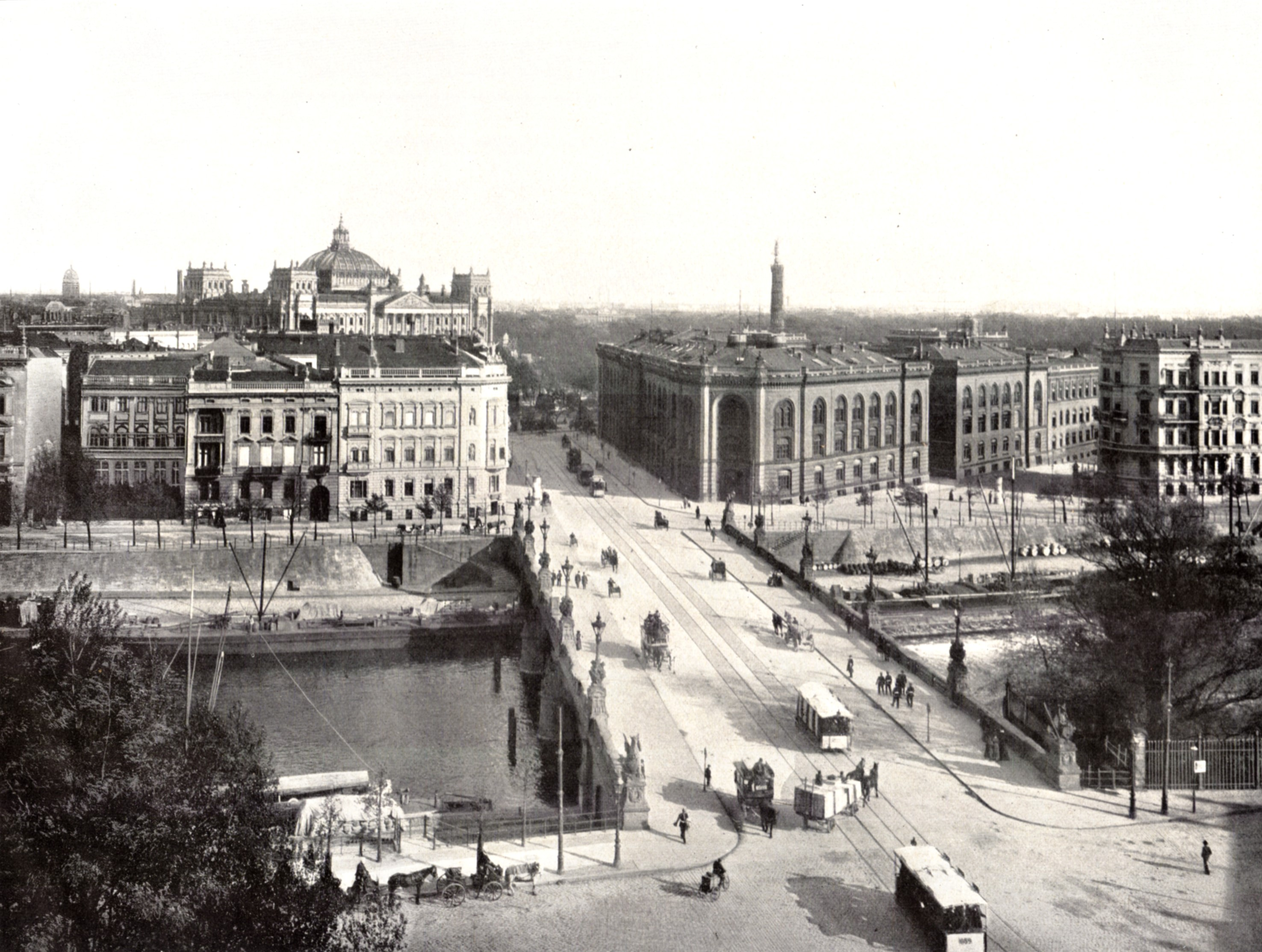
Die Moltkebrücke um 1900, Blick in die Moltkestraße mit dem Generalstabsgebäude rechts

Das Reichsamt für Landesaufnahme hatte seinen Sitz in Berlin. Da das Reichsministerium des Innern nach 1919 den größten Teil der Räume des ehemaligen Generalstabsgebäudes bezog und die Landesaufnahme schon während des Ersten Weltkriegs teilweise aus dem eigens für sie im Anschluss an das Generalstabsgebäude errichteten Anbau weichen musste, war das RfL in den ersten Nachkriegsjahren auf sieben Gebäude verteilt. Erst im Frühjahr 1924 wurden die Leitung des RfL mit den Abteilungen für Trigonometrie, Topographie, Photogrammetrie und Kartographie als wissenschaftlicher Teil des RfL in die alten Gebäude Ecke Lindenstraße 37 und Oranienstraße 101/102 verlegt. Diese Räume waren durch den Umzug der Reichsschuldenverwaltung in den benachbarten Neubau frei geworden. Im Gebäude Moltkestraße 5 verblieb nur die Abteilung für Reproduktion, Druck und Vertrieb der Karten. Dieses Gebäude stand zwischen der Moltkebrücke und dem heutigen Bundeskanzleramt. Die Bestände an Instrumenten und Geräten waren – ebenso wie die Mechanikerwerkstatt – in geeigneten Räumen in der Lindenstraße 35 untergebracht. Seinerzeit wurden neben diesen Dienstgebäuden auch Räumlichkeiten in der Wilhelmstraße 9 und Puttkamerstraße 19 genutzt. In den Räumen der Oranienstraße 101/102 war seit 1925 eine ständige Ausstellung für Schulen und andere Interessierte eingerichtet.
Die Dienstgebäude in Berlin sind 1943–1945 durch Kriegseinwirkung zerstört worden. Heute wird das frühere Gebäude Wilhelmstraße 9 als Tommy-Weisbecker-Haus bezeichnet.
In Dresden befand sich die dem RfL angegliederte Zweigstelle „Landesaufnahme Sachsen“. Auch als Zweigstelle des Reichsamtes behielt die Landesaufnahme Sachsen die Diensträume in der ehemaligen dreigeschossigen Pionierkaserne „König-Johann-Kaserne“, die sie bereits seit 1899 genutzt hatte. Das ehemalige Dienstgebäude in der Königsbrücker Straße 86 Ecke Stauffenbergallee in der Albertstadt wird heute vom Landesfunkhaus Sachsen des Mitteldeutschen Rundfunks (MDR) genutzt. Der historische Kasernenbau blieb nach einem aufwändigen Umbau außen in seiner Fassadenprofilierung und Teilung der Fenster im Wesentlichen erhalten und beherbergt Büros, Redaktions- und Produktionsbereiche von MDR Sachsen – Das Sachsenradio.

## Organisation
Das Reichsamt für Landesaufnahme bestand aus folgenden Abteilungen:
- Zentralabteilung
- Trigonometrische Abteilung (Triangulation, Feineinwägungen, Veröffentlichung der Messergebnisse)
- Topographische Abteilung (Herstellung der Grundkarte 1:5000, Neuaufnahmen 1:25 000, Berichtigung der Meßtischblätter)
- Photogrammetrische Abteilung
- Kartographische Abteilung
- Abteilung für Landeskunde unter Leitung von Emil Meynen (ab 1941; nach 1945 als Amt für Landeskunde weitergeführt)[1]

Das Reichsamt hatte in etwa die Funktion des späteren Instituts für Angewandte Geodäsie (des sog. IfAG) bzw. des heutigen Bundesamtes für Kartographie und Geodäsie (BKG) und – im Gegensatz zur heutigen Verantwortung der Länder für die Geodäsie – eine strikt zentrale Rolle in der Verwaltung der Vermessungsnetze, inklusive der im Kriegsverlauf eroberten Gebiete. Daneben hatte es zahlreiche Forschungsaufgaben zu erfüllen, insbesondere zur Unterstützung des militärischen Vermessungsdienstes.
Die 1938 per Gesetz errichteten Hauptvermessungsabteilungen (HVA) arbeiteten an diesen Aufgaben mit, jedoch konnte der Präsident des RfL lediglich in technischen Angelegenheiten Weisungen erteilen und an der Aufsicht über die HVA mitwirken. Für die dienstliche Aufsicht selbst waren die Hauptvermessungsabteilungen jeweils Behörden der allgemeinen und inneren Verwaltung angegliedert, in Preußen den Oberpräsidenten, in den sonstigen Ländern den Landesregierungen und in den NS-Gauen den Reichsstatthaltern.
Es bestanden folgende HVA:
| Nr.  | Amtsbezirk                                                          | Sitz           |
| ---- | ------------------------------------------------------------------- | -------------- |
| I    | Ostpreußen, Bezirk Bialystok                                        | Königsberg     |
| II   | Schlesien, Sudetenland Reg.-Bez. Troppau                            | Breslau        |
| III  | Sachsen, Sudetenland Reg.-Bez. Aussig                               | Dresden        |
| IV   | Berlin, Brandenburg                                                 | Potsdam        |
| V    | Pommern                                                             | Stettin        |
| VI   | Hamburg, Mecklenburg, Schleswig-Holstein                            | Hamburg        |
| VII  | Bremen, Oldenburg, Braunschweig, Schaumburg-Lippe, Provinz Hannover | Hannover       |
| VIII | Thüringen, Anhalt, Provinz Sachsen                                  | Magdeburg      |
| IX   | Lippe, Provinz Westfalen, Regierungsbezirk Osnabrück                | Münster/Westf. |
| X    | Rheinprovinz                                                        | Köln           |
| XI   | Hessen, Hessen-Nassau, Saarland, Rheinpfalz                         | Wiesbaden      |
| XII  | Württemberg, Baden                                                  | Stuttgart      |
| XIII | Bayern, Sudetenland Reg.-Bez. Eger                                  | München        |
| XIV  | Österreich (Alpen- und Donaureichsgaue)                             | Wien           |
| XV   | Reichsgau Danzig-Westpreußen                                        | Danzig         |
| XVI  | Reichsgau Wartheland                                                | Posen          |

Unabhängig von seiner teilweise politischen Ausrichtung erwarb sich das Reichsamt für Landesaufnahme große Verdienste um die geodätische Grundlagenforschung und leistete den wesentlichen Beitrag zur späteren Vereinheitlichung der mitteleuropäischen Vermessungsnetze. Auch ein bis heute wichtiges geodätisches Bezugssystem, das ED50, beruht zu entscheidenden Teilen auf der Arbeit der Berliner Experten, die aus allen Teilen des Reiches geholt wurden und fast alle zu den Spitzenkräften von Nachkriegsdeutschland und auf zahlreiche Professuren berufen wurden. Diese – in weitgehender Ermangelung „politisch unbedenklicher“ Spitzenforscher entstandene – Tatsache ist, nicht unähnlich zu den Anfängen der Raumfahrt, anhand zahlreicher Curricula, Eingaben, verzögerter oder verhinderter Projekte oder Berufungen nachzulesen. Einige der (als politisch auch widerstrebenden) Betroffenen sind die späteren Geodäsieprofessoren Deutschlands und Österreichs Erwin Gigas, Friedrich Hauer, Max Kneissl, Karl Ledersteger und Helmut Wolf.